# Roca Reynolds
Reynolds är en klippa i Antarktis. Den ligger i Västantarktis. Argentina, Chile och Storbritannien gör anspråk på området.
Terrängen runt Reynolds är varierad.